# George Howard, XIII conte di Carlisle
George William Beaumont Howard, XIII conte di Carlisle, noto come Visconte Morpeth dal 1963 al 1994 (Londra, 15 febbraio 1949), è un nobile, militare e politico britannico.

## Biografia
George nacque a Londra nel 1949, figlio primogenito di Charles Howard, XII conte di Carlisle e di sua moglie, Ela Helen Aline.
Avviato alla carriera militare come il padre ed il nonno, George ha prestato servizio nel British Army nel 9th/12th Royal Lancers, ritirandosi col rango di Maggiore.
A questo punto egli decise di intraprendere senza successo la carriera politica nel Partito Liberale e poi in quello liberal-democratico venendo eletto deputato e poi membro del parlamento europeo nonché venendo eletto alla camera dei lords dopo che ebbe ottenuto il titolo di Conte di Carlisle nel 1994 alla morte del padre.
Il conte di Carlisle ha giocato nella storia recente un ruolo fondamentale nel curare la posa delle 112 targhe in memoria dei soldati caduti nelle operazioni del 1919 per assicurare l'indipendenza dei Paesi Baltici durante la prima guerra mondiale. Alcune di queste placche come quella della Cattedrale di Portsmouth è stata posta dal First Sea Lord, l'Ammiraglio Alan West, barone West di Spithead nel 2005 e la regina Elisabetta II ne ha posta un'altra a Tallinn in occasione della sua visita di stato nel 2010. Per i suoi meriti in questo senso e per la sua lunga residenza a Tartu, in Estonia, il presidente estone ha nominato George Howard al titolo di Cavaliere di I classe dell'Ordine della Croce della Terra Mariana.
Non essendosi ancora sposato e non avendo avuto figli, l'erede presunto del XIII conte di Carlisle è suo fratello, Philip Charles Wentworth Howard.

## Ascendenza
|                                           |                                          |                                                 | Genitori                                         |  |  | Nonni |  |  | Bisnonni                            |  |  | Trisnonni                           |  |
|                                           |                                          |                                                 |                                                  |  |  |       |  |  | Charles Howard, X conte di Carlisle |  |  | George Howard, IX conte di Carlisle |  |
|                                           |                                          |                                                 |                                                  |  |  |       |  |  | Charles Howard, X conte di Carlisle |  |  | George Howard, IX conte di Carlisle |  |
|                                           |                                          | lady Rosalind Howard                            |                                                  |  |  |       |  |  | Charles Howard, X conte di Carlisle |  |  |                                     |  |
| George Howard, XI conte di Carlisle       |                                          |                                                 |                                                  |  |  |       |  |  | Charles Howard, X conte di Carlisle |  |  |                                     |  |
|                                           |                                          | Rhoda Ankaret L'Estrange                        | Paget L'Estrange                                 |  |  |       |  |  |                                     |  |  |                                     |  |
|                                           |                                          | Rhoda Ankaret L'Estrange                        | Paget L'Estrange                                 |  |  |       |  |  |                                     |  |  |                                     |  |
|                                           |                                          | Rhoda Ankaret L'Estrange                        | Emily Frances Ryves                              |  |  |       |  |  |                                     |  |  |                                     |  |
| Charles Howard, XII conte di Carlisle     |                                          | Rhoda Ankaret L'Estrange                        |                                                  |  |  |       |  |  |                                     |  |  |                                     |  |
|                                           |                                          | Walter Hore-Ruthven, X lord Ruthven di Freeland | Walter Hore-Ruthven, IX lord Ruthven di Freeland |  |  |       |  |  |                                     |  |  |                                     |  |
|                                           |                                          | Walter Hore-Ruthven, X lord Ruthven di Freeland | Walter Hore-Ruthven, IX lord Ruthven di Freeland |  |  |       |  |  |                                     |  |  |                                     |  |
|                                           |                                          | Walter Hore-Ruthven, X lord Ruthven di Freeland | lady Caroline Annesley Gore                      |  |  |       |  |  |                                     |  |  |                                     |  |
| George Howard, XI conte di Carlisle       |                                          | Walter Hore-Ruthven, X lord Ruthven di Freeland |                                                  |  |  |       |  |  |                                     |  |  |                                     |  |
|                                           |                                          | Jean Leslie Lampson                             | Norman George Lampson, II baronetto              |  |  |       |  |  |                                     |  |  |                                     |  |
|                                           |                                          | Jean Leslie Lampson                             | Norman George Lampson, II baronetto              |  |  |       |  |  |                                     |  |  |                                     |  |
|                                           |                                          | Jean Leslie Lampson                             | Helen Agnes Blackburn                            |  |  |       |  |  |                                     |  |  |                                     |  |
| George Howard, XIII conte di Carlisle     |                                          | Jean Leslie Lampson                             |                                                  |  |  |       |  |  |                                     |  |  |                                     |  |
|                                           | Wentworth Beaumont, I visconte Allendale | Wentworth Beaumont, I barone Allendale          |                                                  |  |  |       |  |  |                                     |  |  |                                     |  |
|                                           | Wentworth Beaumont, I visconte Allendale | Wentworth Beaumont, I barone Allendale          |                                                  |  |  |       |  |  |                                     |  |  |                                     |  |
|                                           | Wentworth Beaumont, I visconte Allendale | lady Margaret Anne de Burgh                     |                                                  |  |  |       |  |  |                                     |  |  |                                     |  |
| Wentworth Beaumont, II visconte Allendale | Wentworth Beaumont, I visconte Allendale |                                                 |                                                  |  |  |       |  |  |                                     |  |  |                                     |  |
|                                           |                                          | lady Alexandrina Vane-Tempest                   | George Vane-Tempest, V marchese di Londonderry   |  |  |       |  |  |                                     |  |  |                                     |  |
|                                           |                                          | lady Alexandrina Vane-Tempest                   | George Vane-Tempest, V marchese di Londonderry   |  |  |       |  |  |                                     |  |  |                                     |  |
|                                           |                                          | lady Alexandrina Vane-Tempest                   | Mary Cornelia Edwards                            |  |  |       |  |  |                                     |  |  |                                     |  |
| hon. Ela Beaumont                         |                                          | lady Alexandrina Vane-Tempest                   |                                                  |  |  |       |  |  |                                     |  |  |                                     |  |
|                                           |                                          | sir Charles Seely, II baronetto                 | sir Charles Seely, I baronetto                   |  |  |       |  |  |                                     |  |  |                                     |  |
|                                           |                                          | sir Charles Seely, II baronetto                 | sir Charles Seely, I baronetto                   |  |  |       |  |  |                                     |  |  |                                     |  |
|                                           |                                          | sir Charles Seely, II baronetto                 | Emily Evans                                      |  |  |       |  |  |                                     |  |  |                                     |  |
| Violet Lucy Seely                         |                                          | sir Charles Seely, II baronetto                 |                                                  |  |  |       |  |  |                                     |  |  |                                     |  |
|                                           |                                          | Hilda Lucy Grant                                | Richard Tassell Anthony Grant                    |  |  |       |  |  |                                     |  |  |                                     |  |
|                                           |                                          | Hilda Lucy Grant                                | Richard Tassell Anthony Grant                    |  |  |       |  |  |                                     |  |  |                                     |  |
|                                           |                                          | Hilda Lucy Grant                                | Lucy Ann Whiting                                 |  |  |       |  |  |                                     |  |  |                                     |  |
|                                           |                                          | Hilda Lucy Grant                                |                                                  |  |  |       |  |  |                                     |  |  |                                     |  |